# Distretto di Kodama
Il distretto di Kodama (児玉郡, Kodama-gun?) è uno dei distretti della prefettura di Saitama, in Giappone.
Attualmente fanno parte del distretto i comuni di Kamikawa, Kamisato e Misato.
| Controllo di autorità | VIAF (EN) 258474315 · NDL (EN, JA) 00636114 |